# Current Oncology Reports
Current Oncology Reports is een internationaal, aan collegiale toetsing onderworpen wetenschappelijk tijdschrift op het gebied van de oncologie. De naam wordt in literatuurverwijzingen meestal afgekort tot Curr. Oncol. Rep. Het wordt uitgegeven door Springer Science+Business Media en verschijnt tweemaandelijks.